# 1998–2003
1998–2003 – siódmy album zespołu Toples wydany we wrześniu 2004 roku w firmie fonograficznej Green Star. Płyta zawiera 18 piosenek, w tym intro i remix piosenki "Impreza U Nas Stale" podsumująca 5 lat istnienia tego zespołu. 

## Lista utworów
1. Intro
2. "Ciało Do Ciała"
3. "Będę Twój"
4. "Kobiety Rządzą Nami"
5. "Tęsknie"
6. "Czy Warto Było Kochać"
7. "Gdzie Strona - Tam Żona"
8. "Na Sercu Rany"
9. "Przestań Kłamać Mała"
10. "Sąsiadka"
11. "Jedna Noc To Za Mało"
12. "Płyniesz W Moich Żyłach"
13. "Hej Dobry Dj"
14. "...Nie Mydło ...Nie Granat"
15. "Młodość Przeminie"
16. "Niedługo Znów Spotkamy Się"
17. "Kochaś"
18. "Impreza U Nas Stale (new Power Beat 2004)"